# Lidl
Lidl es la marca comercial de Lidl Stiftung & Co. KG y LD Stiftung, dos cadenas de supermercados de descuento de origen alemán. LD Stiftung opera tiendas en Alemania y Lidl Stiftung & Co. KG en otros 30 países. LD Stiftung tiene su sede en Bad Wimpfen y Lidl Stiftung & Co. KG en Neckarsulm. Lidl tiene más de doce mil establecimientos y forma parte del grupo Schwarz, uno de los mayores conglomerados de distribución de Europa.

## Historia

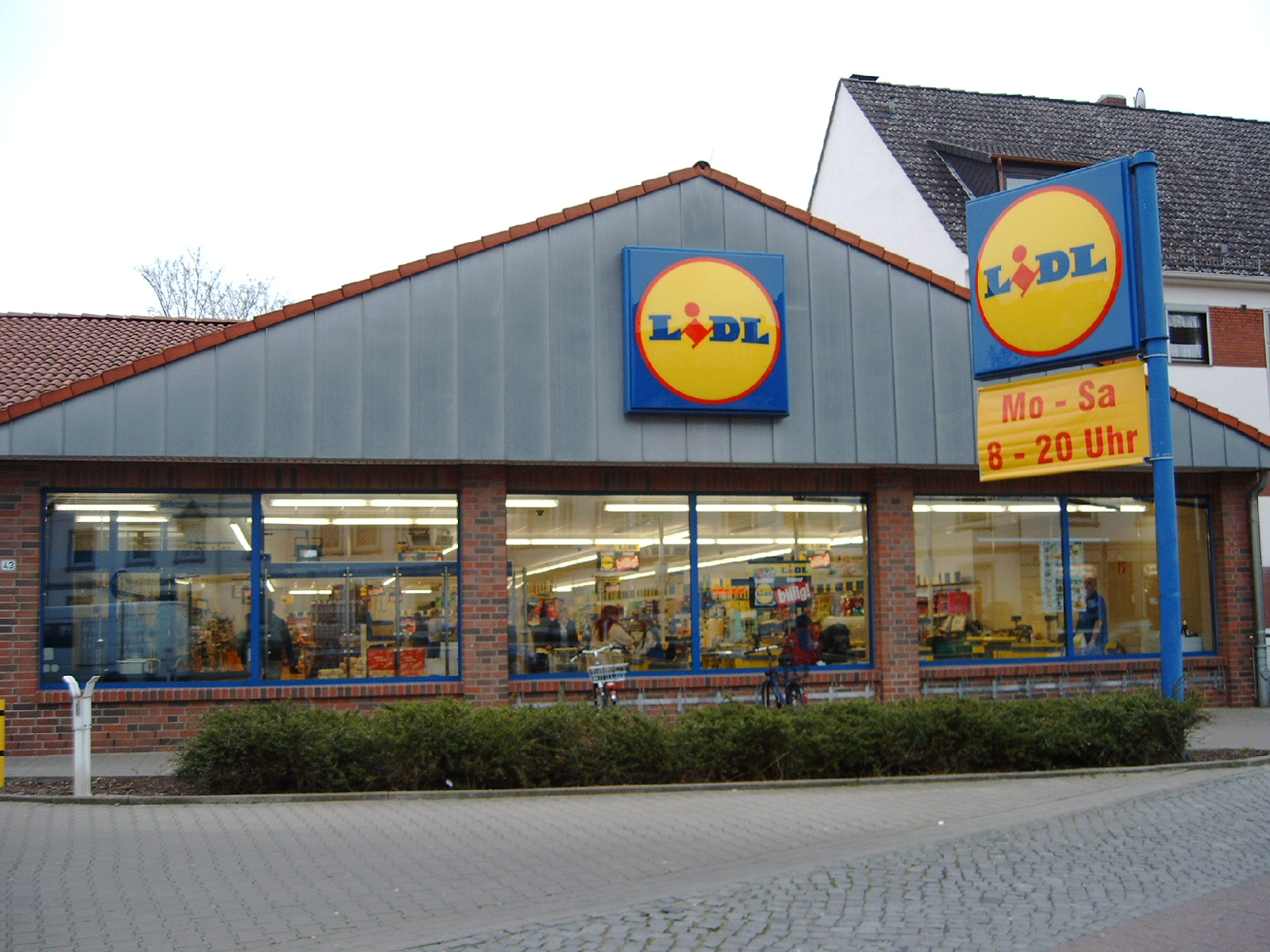
Lidl en Bremen (Alemania).

El origen de Lidl se encuentra en el grupo de distribución familiar Schwarz, fundado en la década de 1930 como Schwarz Lebensmittel-Sortimentsgroßhandlung (en español, «Distribución Mayorista de Alimentación Schwarz»). Los Schwarz formaron una sociedad con la familia Lidl, propietarios del grupo mayorista de fruta Südfrüchte Großhandel Lidl & Co., para abrir establecimientos minoristas por toda Alemania bajo la marca «Lidl & Schwarz».
Josef Schwarz, heredero de la familia fundadora, se mudó a Backnang (Baden-Württemberg) e inauguró en 1968 el negocio de venta mayorista Handelshof. Para dar salida a los productos que no vendía, en 1973 abrió en la cercana localidad de Neckarsulm un pequeño supermercado de descuento cuyo modelo era muy similar al de Aldi (1948).
Cuando Josef falleció en 1977, su hijo Dieter Schwarz planeó una expansión nacional. En vez de usar el apellido para evitar connotaciones negativas —Schwarzmarkt significa «Mercado negro»—, retomó la idea de «Lidl & Schwarz» y contactó con el heredero de la familia Lidl, Ludwig Lidl, para comprarle los derechos de la marca por mil marcos. Dentro del grupo Schwarz, Lidl se quedó con las tiendas de descuento mientras que para los hipermercados se creó la marca Kaufland. En 1988 existían más de cuatrocientos cincuenta establecimientos Lidl solo en Alemania Federal y la reunificación propició que la cifra se duplicara.
En 2015 Lidl abrió su sede de Estados Unidos en Arlington, Virginia.

### España
El primer local de España fue abierto en Lérida en 1994. Actualmente, cuenta con más de 680 tiendas y 13 plataformas logísticas distribuidas por todo el territorio nacional. La empresa emplea a más de 18.500 personas en España.

## Política comercial

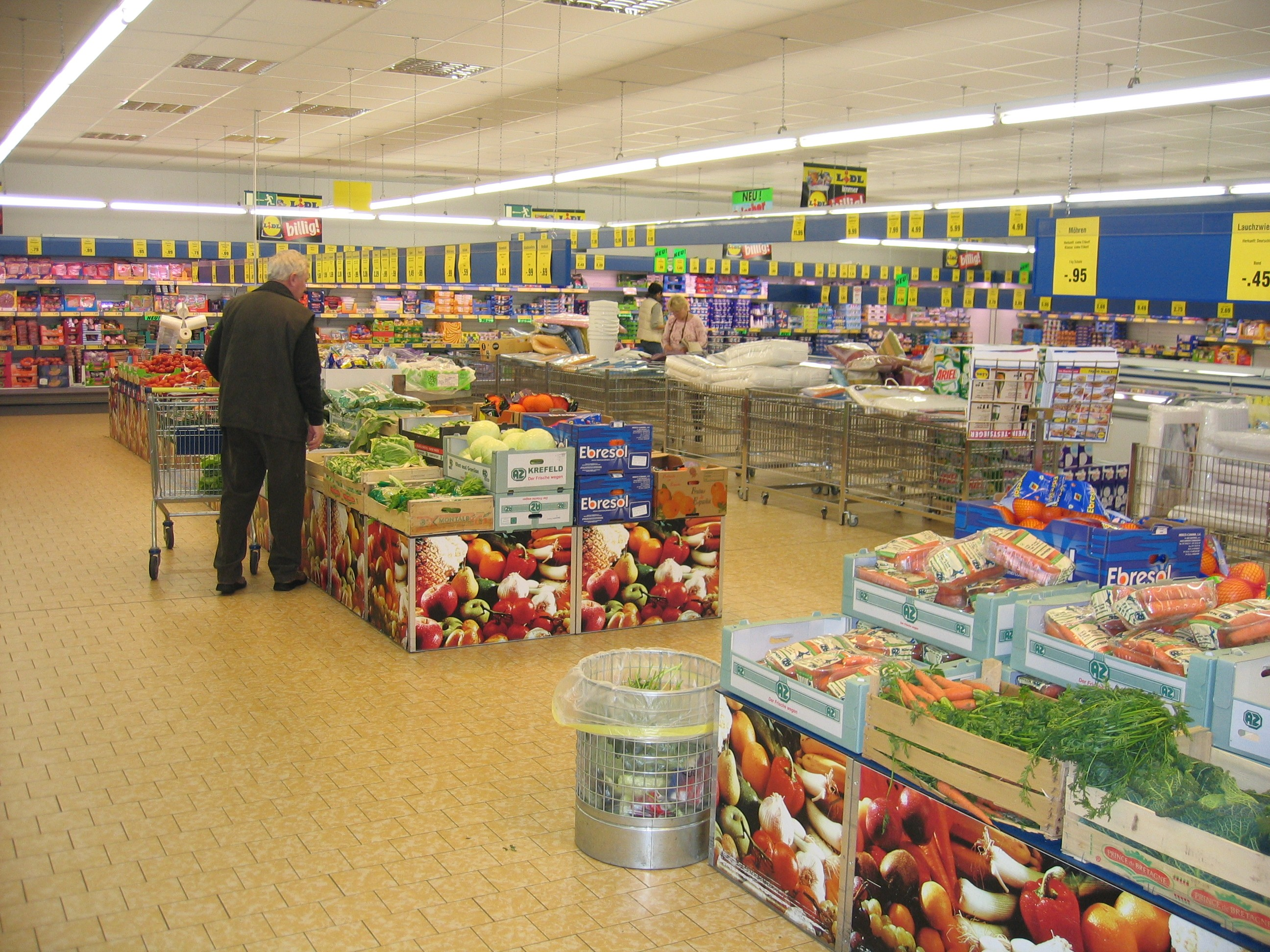
Interior de un Lidl en Alemania.

Lidl es un supermercado de descuento que ofrece una gama de productos de alimentación, droguería, perfumería y complementos. La mayoría de los artículos son de marca blanca y muchas veces solo se pueden adquirir esas referencias, a un precio más reducido que en un supermercado tradicional. Además existen ofertas de duración limitada, generalmente tres días, en otros segmentos como electrodomésticos, herramientas y ropa. La empresa asegura que un 75% de sus artículos son de proveedores nacionales, mientras que el resto proceden en su mayoría de distribuidores alemanes. Esas cifras son distintas en función de cada país.
Al igual que sucede en otros establecimientos de descuento duro como Aldi o Día, se reduce el gasto en decoración y mantenimiento. Los artículos perecederos suelen venderse envasados y sin líneas de personal para carnicería o pescadería, como sucede en un hipermercado tradicional. Del mismo modo, los empleados desempeñan diversas funciones para rebajar los costes de personal. Sin embargo, en los últimos años se ha cambiado la política para vender más productos frescos, ampliar el tamaño de los locales y asemejarse así a un supermercado convencional.
También ha habido cambios en la estrategia publicitaria. Cuando la marca llegó a España el reclamo utilizado era «¡Lidl, mejor precio y calidad!», pero los consumidores asociaban en aquella época la marca a productos de calidad inferior. Por esta razón, la matriz ha ampliado el porcentaje de proveedores nacionales y se ha centrado en prometer la calidad del producto, bajo el eslogan «No se engañe, la calidad no es cara». En 2009, LIdl España contrató al chef Sergi Arola para que diseñase y promocionase la marca blanca de productos gourmet Deluxe.
Lidl España también cuenta con un outlet, Factori Discount, que ofrece productos no alimenticios en rebaja.

## Países
Lidl está presente en treinta países europeos, así como en Estados Unidos:

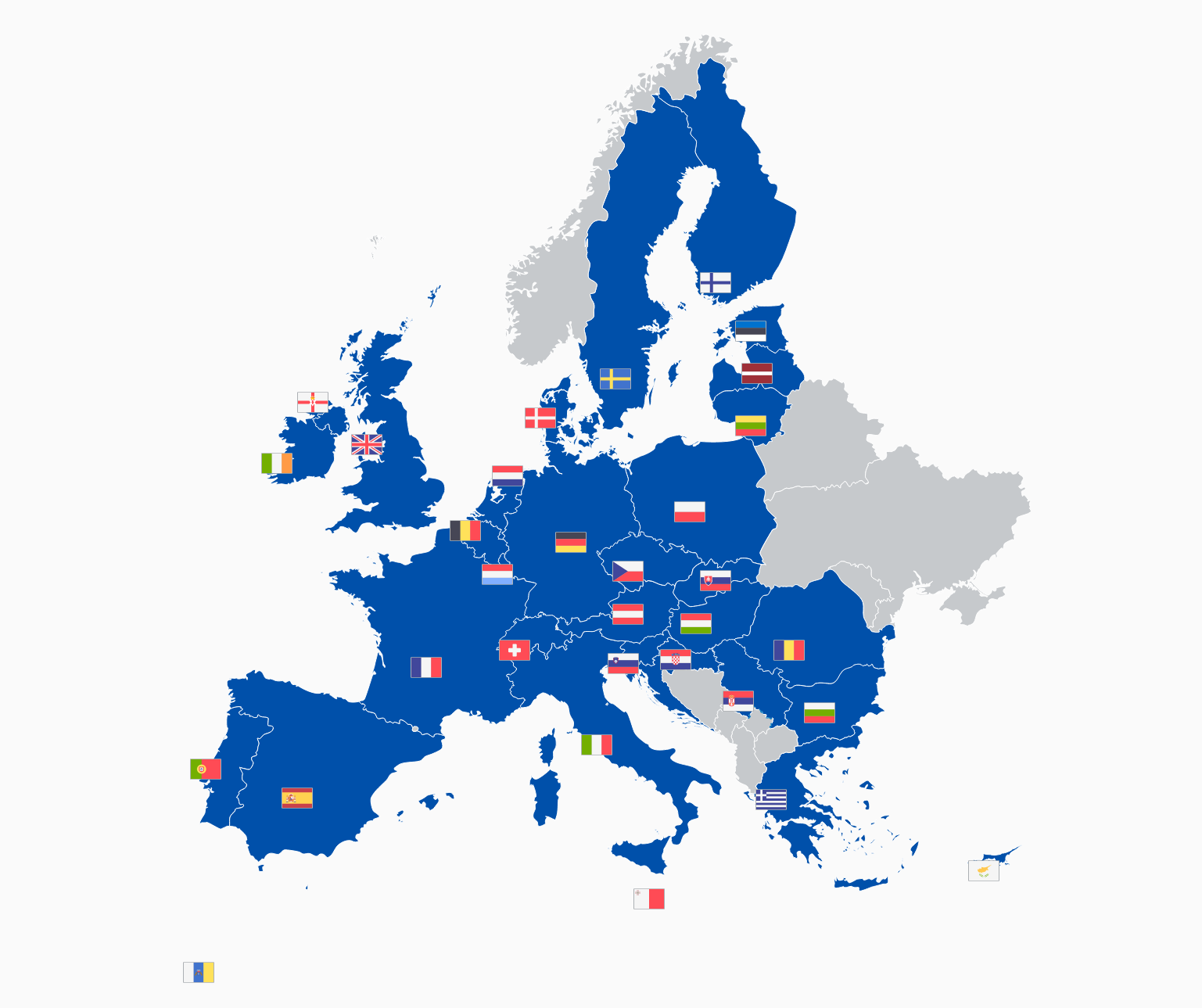
Países europeos donde opera Lidl (2025).

| - Alemania (país de origen) - Austria - Bélgica - Bulgaria - Croacia - Chipre - Dinamarca - Eslovaquia - Eslovenia - España |  | - Estados Unidos - Estonia - Finlandia - Francia - Grecia - Hungría - Irlanda - Italia - Letonia - Lituania |  | - Luxemburgo - Malta - Países Bajos - Polonia - Portugal - Reino Unido - República Checa - Rumania - Serbia - Suecia |  | - Suiza |

## Controversia

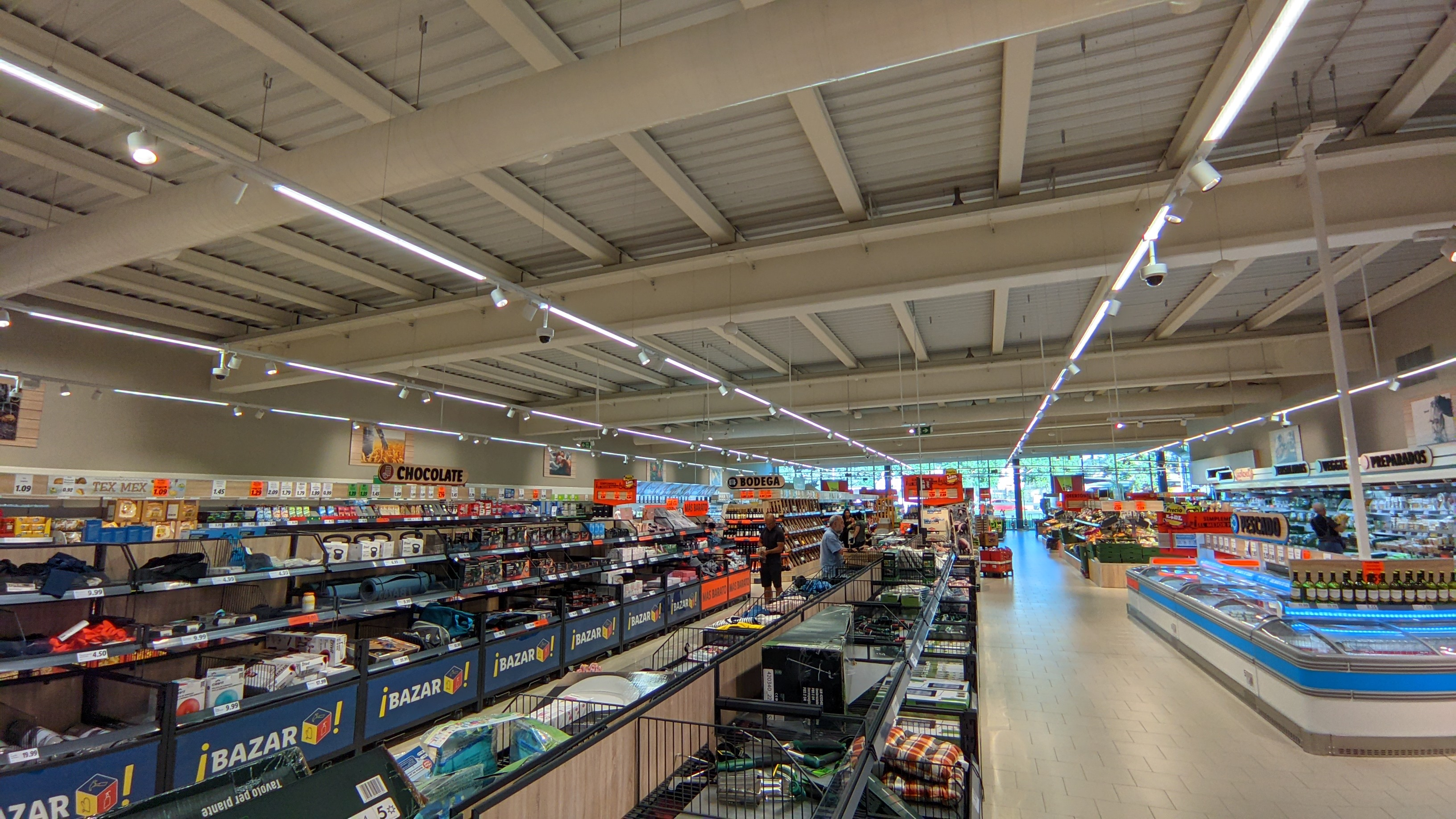
Supermercado Lidl en Málaga, España

Lidl ha sido criticada en diferentes ocasiones por presuntos incumplimientos de las directivas europeas sobre derecho laboral. En 2004 el sindicato alemán Ver.di y la federación mundial UNI Global Union publicaron el Black Book on the Schwarz Retail Company (en español, «Libro Negro del Grupo Schwarz»), en el que se documentan diversas denuncias de antiguos trabajadores de los supermercados propiedad de Dieter Schwarz, entre ellos Lidl. Esas reclamaciones se han dado también en otros países.
En marzo de 2008, la revista Stern publicó un extenso reportaje en el que se denunciaba que Lidl Alemania espiaba a sus empleados de forma sistemática para conocer detalles como la frecuencia de sus pausas, si hurtaban productos e incluso sus relaciones personales y sindicales, ilegal en la Unión Europea. La matriz, afectada tanto por el Libro Negro como por los espionajes, se vio obligada a disculparse y prometió cambiar el modelo de negocio.
En la actualidad, la delegación española asegura que aproximadamente el 95% de sus puestos de trabajo son indefinidos y que se negocian convenios colectivos con los sindicatos.
Por otra parte, The Guardian desveló en 2014 que el grupo Schwarz había recibido ochocientos millones de euros del Banco Mundial, en concepto de ayuda pública, para financiar su expansión a Europa del Este.